# 2MASS J18082002-5104378
2MASS J18082002-5104378 (abbreviato in J1808-5104) è una stella binaria ultrapovera di metalli (che in astronomia sono definiti come gli elementi di materia diversi da idrogeno ed elio), situata nella costellazione dell'Altare e distante circa 1 950 anni luce dal Sole. Scoperta nel corso dei rilevamenti 2MASS, si tratta in particolare di una binaria spettroscopica e non può essere quindi risolta come binaria visuale.

## Caratteristiche

### Stella primaria
La componente primaria del sistema binario, chiamata 2MASS J18082002-5104378 A, è una subgigante, più fredda del Sole ma più grande e più luminosa di esso.

### Stella secondaria
La componente secondaria, chiamata 2MASS J18082002-5104378 B, è oggi ritenuta essere una nana rossa, con un periodo orbitale di 34,757 giorni e una massa pari a 0,14 volte quella solare. Essa è la prima stella a bassissimo contenuto di elementi pesanti mai scoperta ad avere una massa così piccola, nonché una delle più antiche di tutto l'Universo, avendo un'età stimata in circa 13,53 miliardi di anni. Ciò la colloca tra le prime stelle mai formatesi, composte quasi interamente dal materiale rilasciato durante il Big Bang,, ed è ritenuta appartenente alla Popolazione III.

La stella ha un contenuto di metalli pari a circa un decimillesimo di quello del Sole (la cui massa è composta da metalli per l'1,6%), inferiore persino a quello del pianeta Mercurio, e, come sistema binario, è la più brillante delle stelle ultrapovere di metalli a noi note. Essendo parte del cosiddetto "disco sottile" della Via Lattea, il settore della galassia in cui è situato anche il nostro Sole, questa stella, con la sua età e il suo bassissimo contenuto di metalli, ha fatto sì che le stime dell'età di questa parte della nostra galassia aumentassero di tre miliardi di anni. Stando a quanto dichiarato dagli autori dello studio che ha descritto la scoperta di 2MASS J18082002-5104378 B, l'importanza di questa stella risulta evidente se si considera che il nostro Sole non è altro che il frutto di, probabilmente, migliaia di generazioni di stelle massive e dal ciclo vitale relativamente breve che si sono susseguite dal Big Bang ad oggi (si ritiene che a questo sia dovuto il suo contenuto di metalli), mentre 2MASS J18082002-5104378 B potrebbe essere separata dal Big Bang solamente da una singola generazione stellare. Osservazioni come questa consentono così agli astrofisici di avvicinarsi sempre più a capire come il nostro Universo abbia avuto inizio. Un'altra novità rappresentata da questa stella è data dal fatto che, sino alla sua scoperta, si riteneva che le primissime stelle dell'Universo fossero tutte stelle massive morte ormai da miliardi di anni, mentre la scoperta di 2MASS J18082002-5104378 ha fatto capire che tra quelle primissime stelle vi erano anche stelle formate da quantità di materia relativamente molto piccola che hanno potuto sopravvivere fino ai giorni nostri.